# Harajuku Lovers
Harajuku Lovers är ett designmärke lanserat av sångerskan Gwen Stefani 2005. Harajuku Lovers är inspirerat av ungdoms- och modedistriktet Harajuku i Tokyo. Designen innefattar ofta avbildningar i kawaii-stil av Stefani och hennes dansare.